# Enghien
Enghien (neerlandeză Edingen, flamandă: Enge, valonă Inguî) este un oraș francofon din regiunea Valonia din Belgia. Enghien este una dintre comunele belgiene cu facilități lingvistice pentru populația flamandă. Comuna Enghien este formată din localitățile Enghien, Marcq și Petit-Enghien. Suprafața sa totală este de 40,59 km². La 1 ianuarie 2008 comuna avea o populație totală de 12.481 locuitori. 